# Juan Galindo
Juan Galindo är en kommun i Mexiko.   Den ligger i delstaten Puebla, i den sydöstra delen av landet, 150 km nordost om huvudstaden Mexico City. Antalet invånare är 10 213. Arean är 45 kvadratkilometer.
Terrängen i Juan Galindo är huvudsakligen kuperad.
Följande samhällen finns i Juan Galindo:
- Nuevo Necaxa
- Necaxaltépetl
- Colonia Azteca